# Anthospermum whyteanum
Anthospermum whyteanum är en måreväxtart som beskrevs av William Philip Hiern. Anthospermum whyteanum ingår i släktet Anthospermum och familjen måreväxter. Inga underarter finns listade i Catalogue of Life.